# Llista de peixos de les illes Kurils

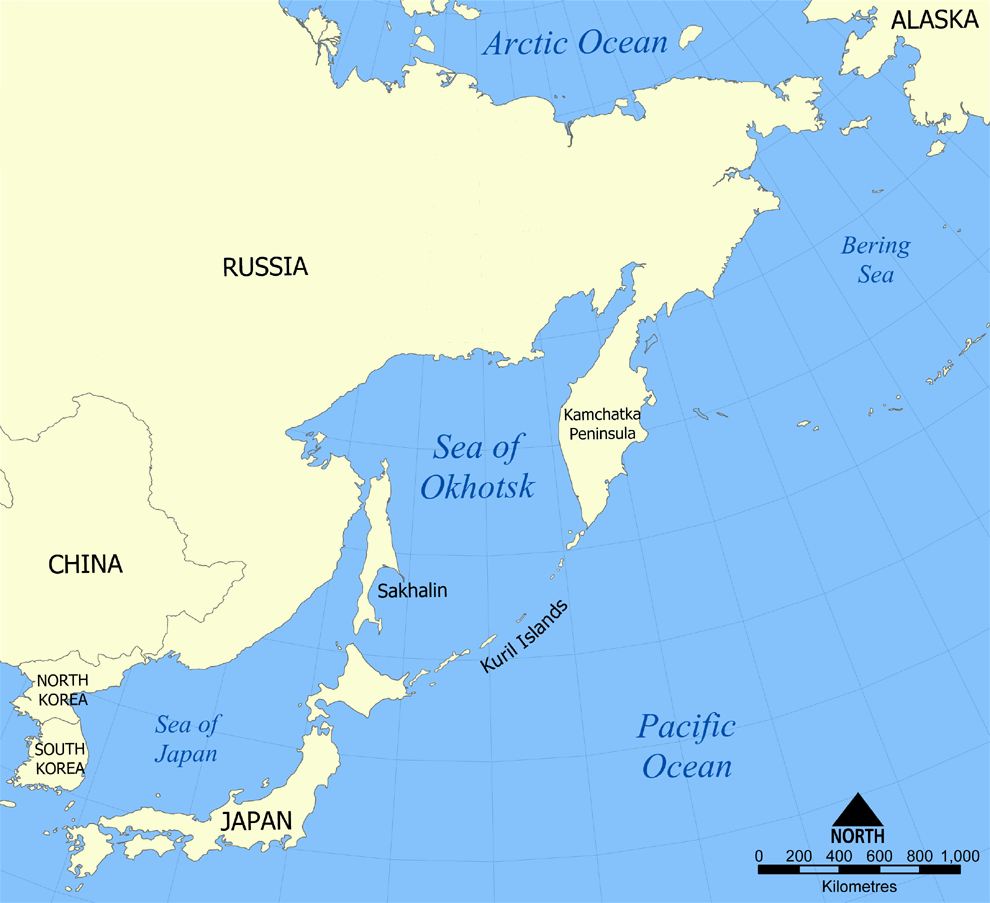
Localització de les illes Kurils a la mar d'Okhotsk

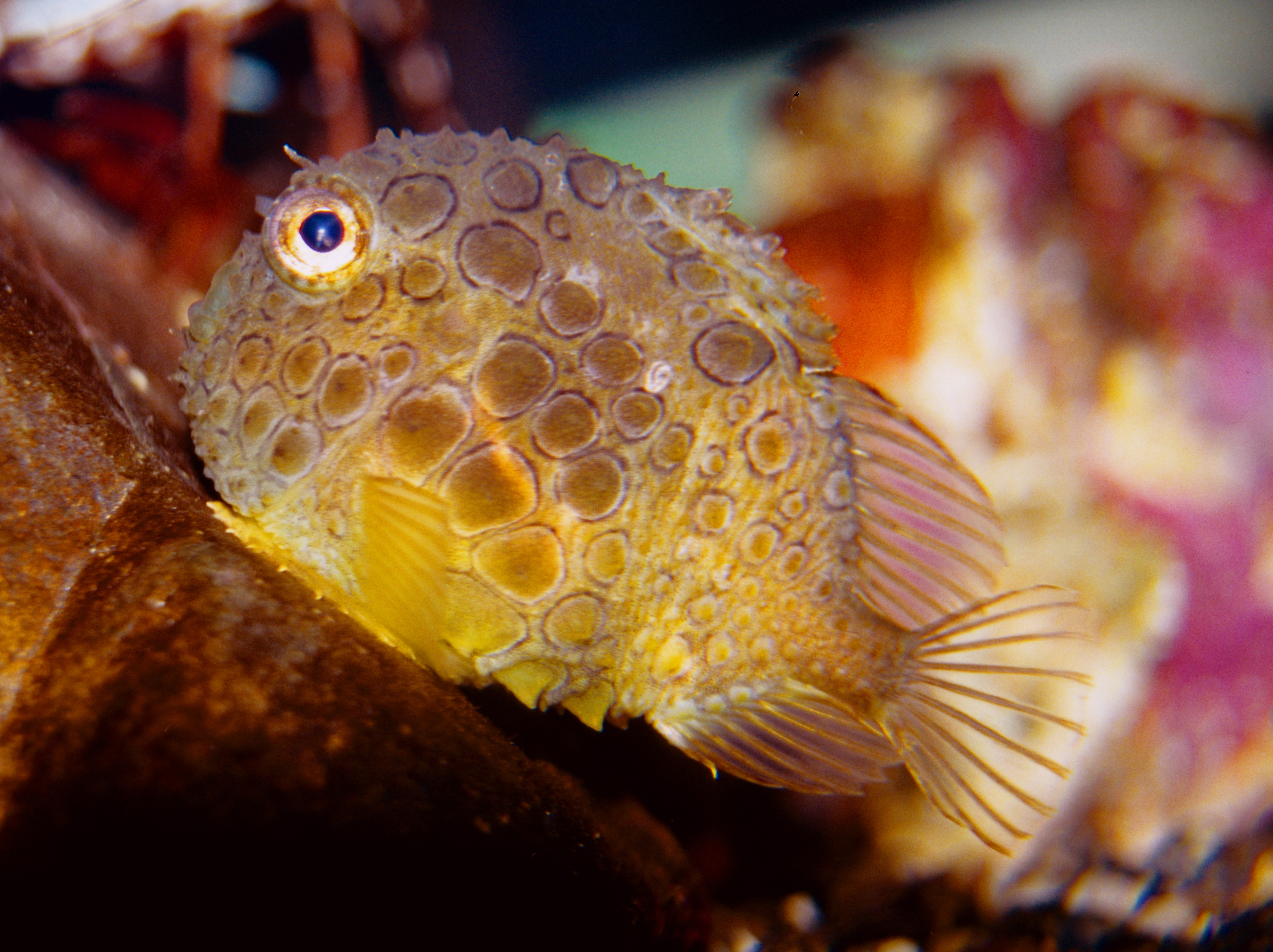
Eumicrotremus orbis

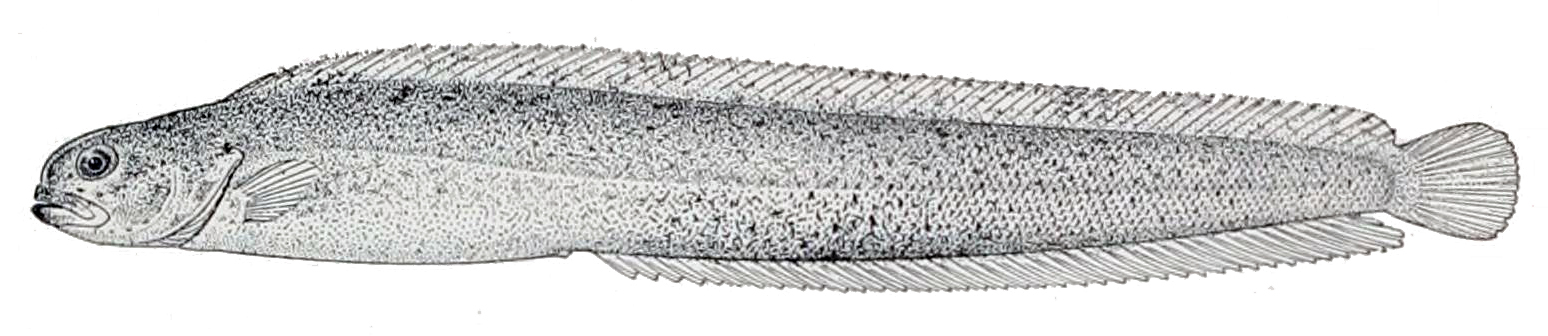
Alectridium aurantiacum (il·lustració del 1910)

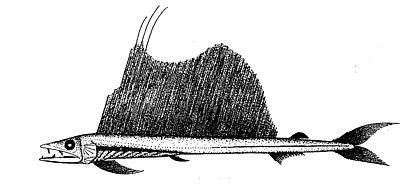
Alepisaurus ferox

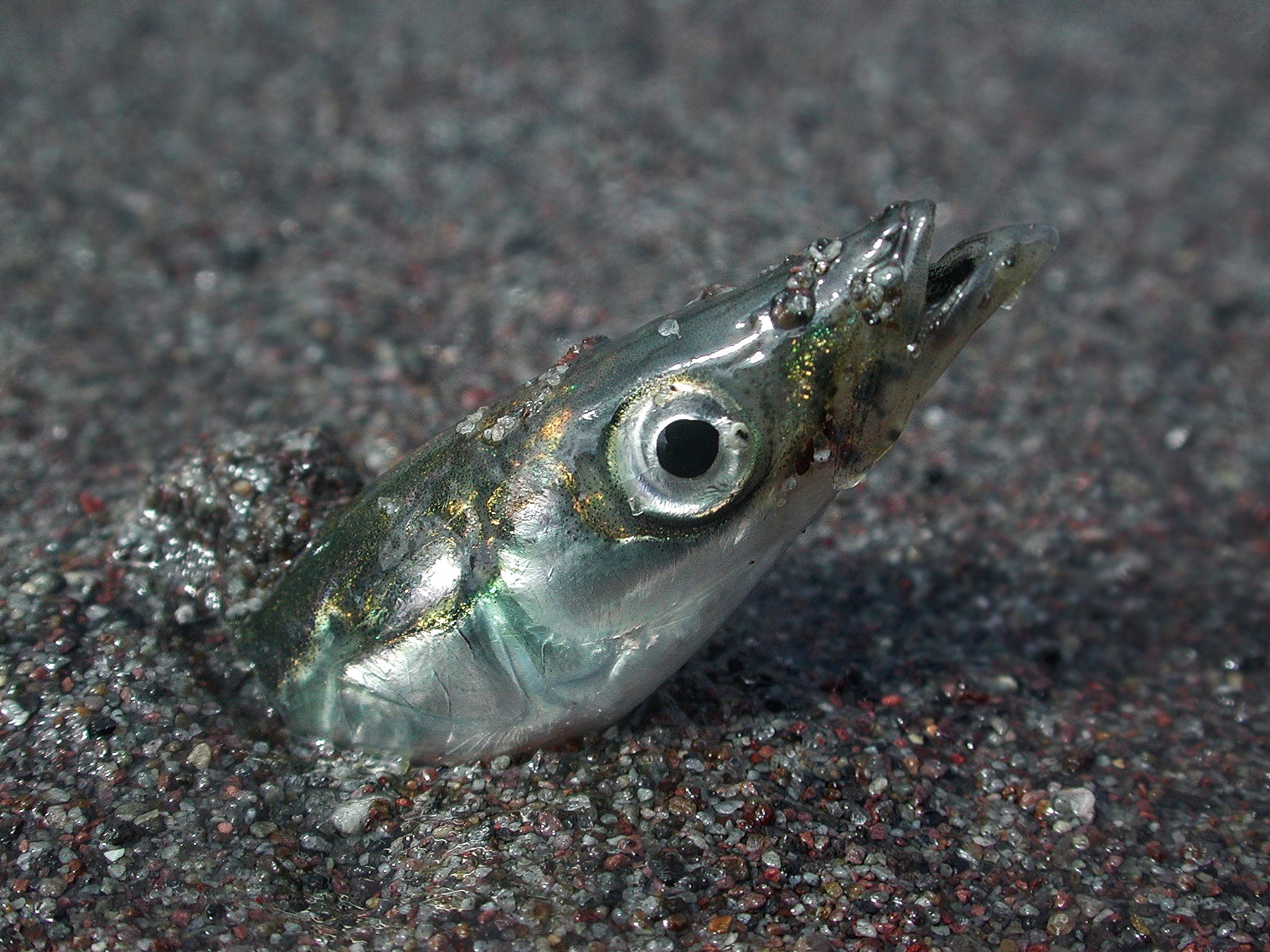
Ammodytes hexapterus

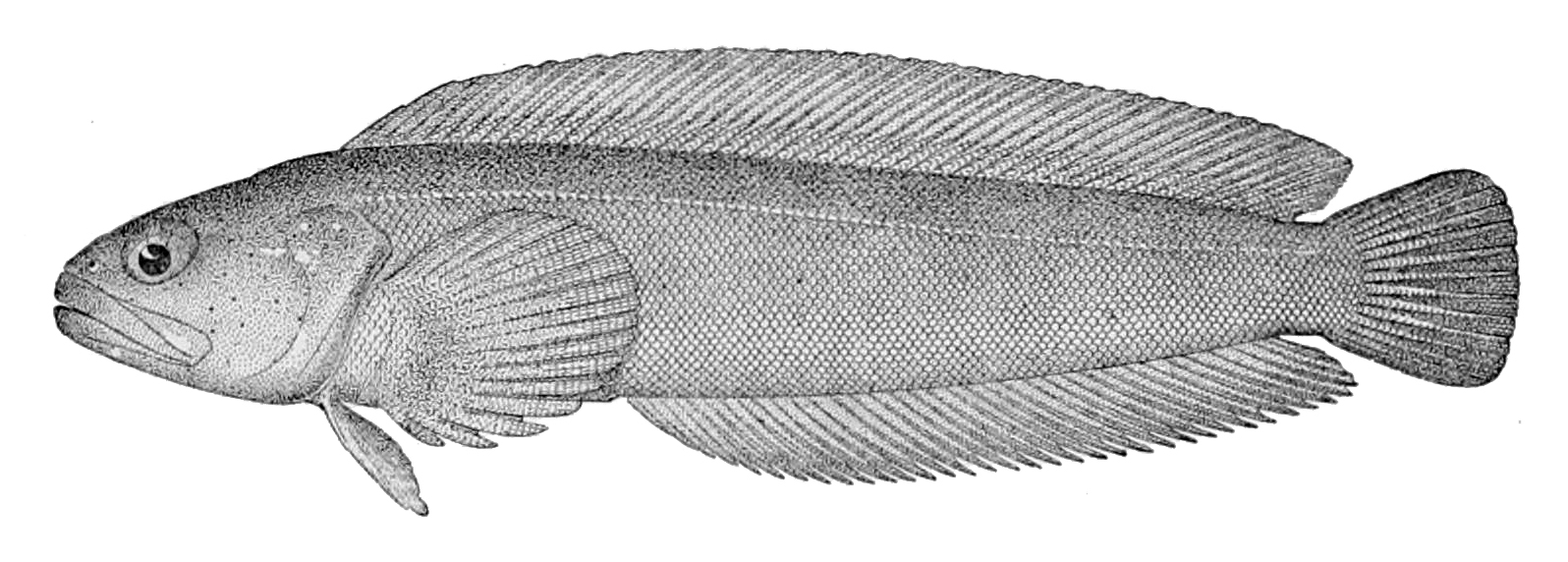
Bathymaster caeruleofasciatus (il·lustració del 1910)

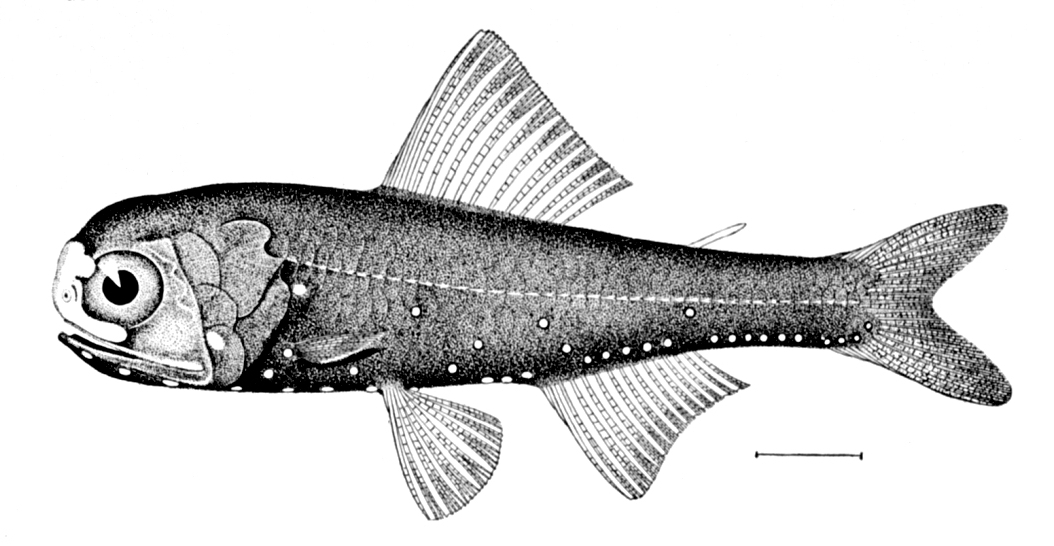
Fanalet de Cocco (Diaphus metopoclampus)

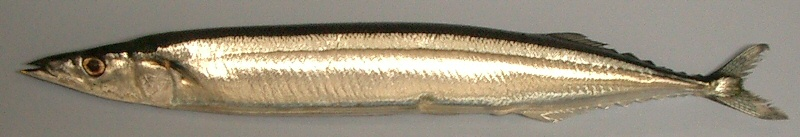
Cololabis saira

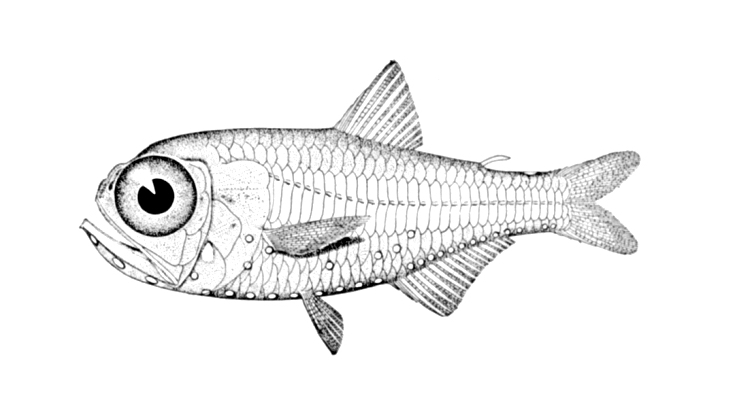
Electrona risso

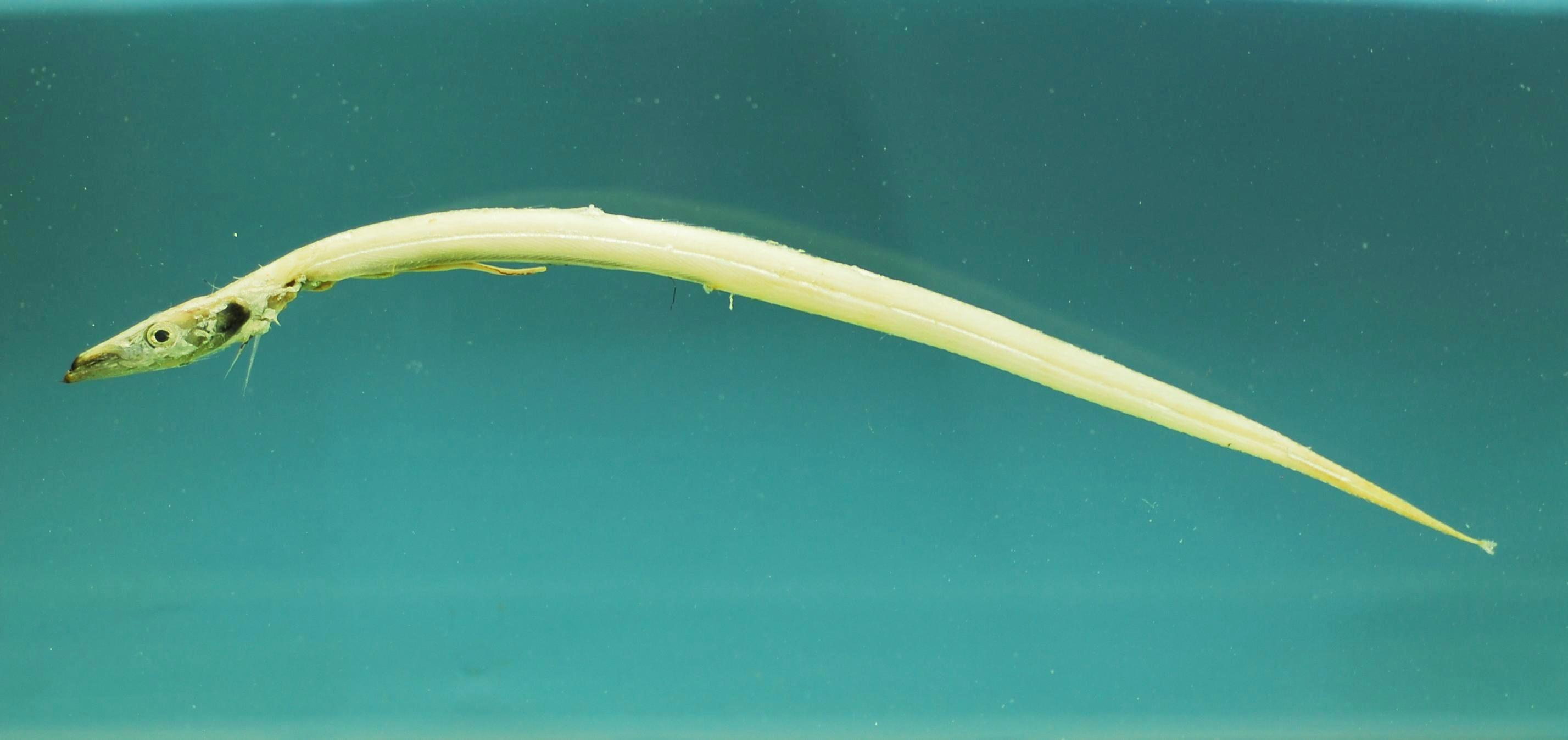
Benthodesmus tenuis

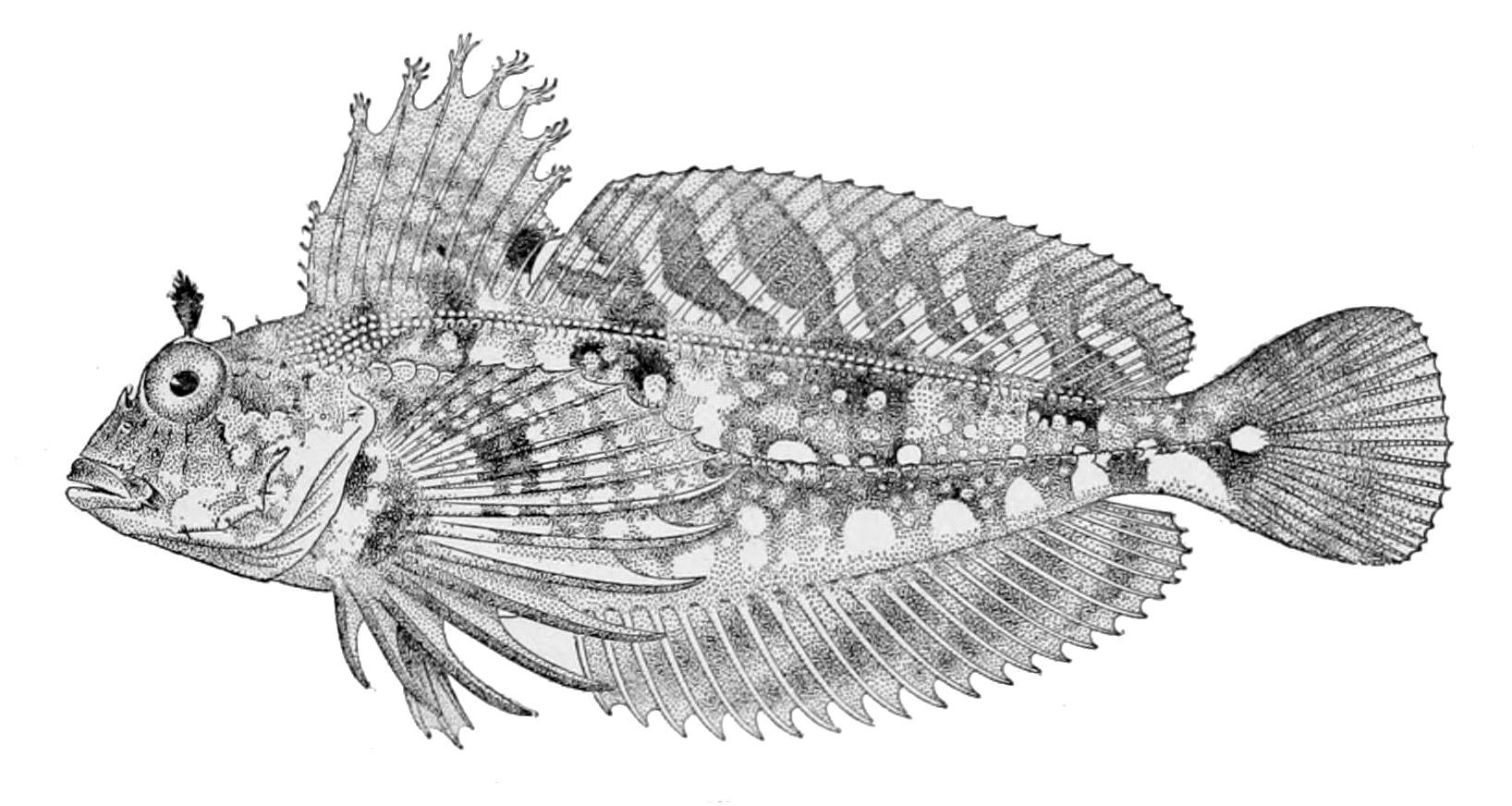
Archistes biseriatus (il·lustració del 1910)

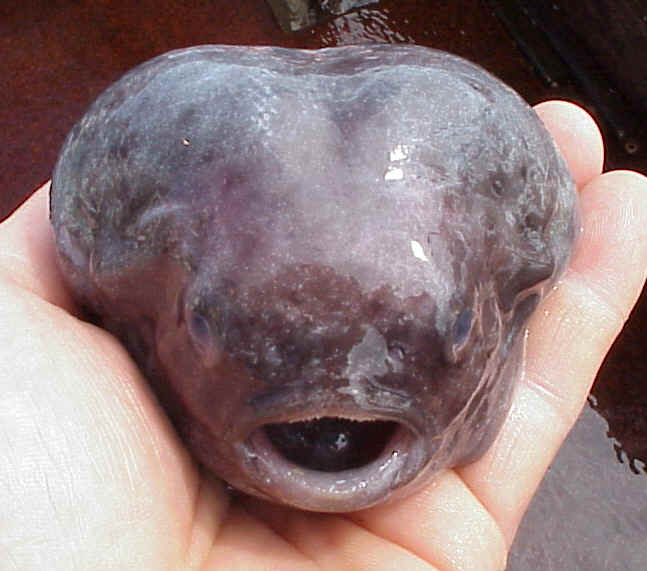
Aptocyclus ventricosus

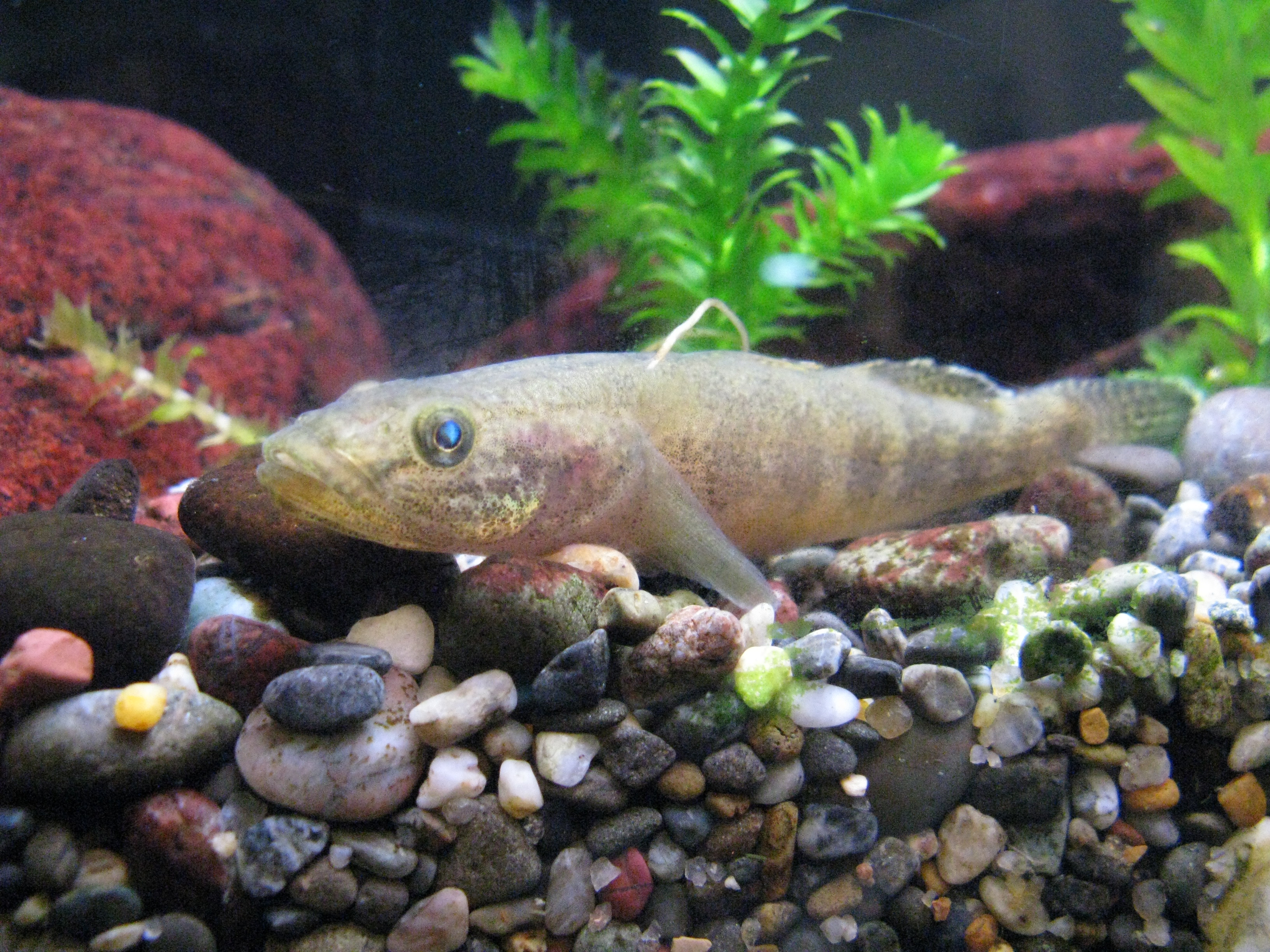
Gymnogobius urotaenia

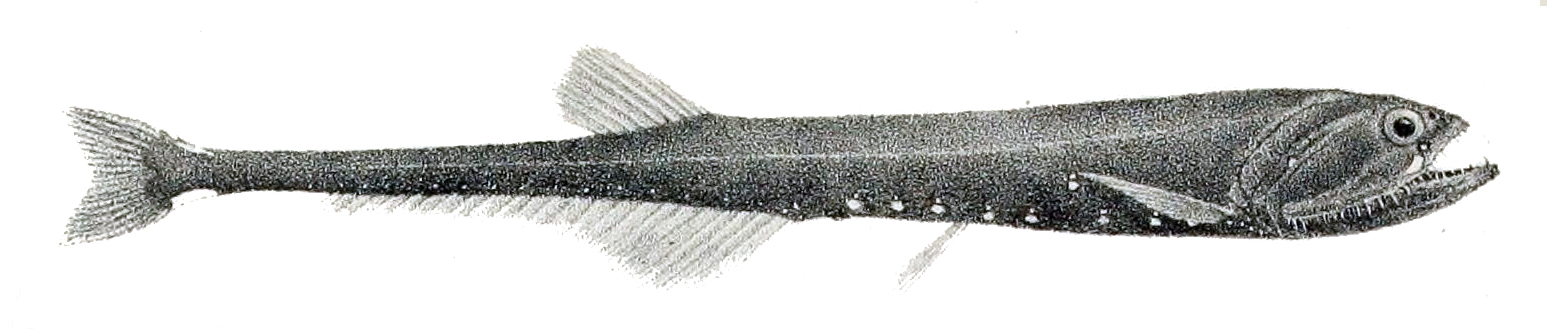
Sigmops gracilis (il·lustració del 1887)

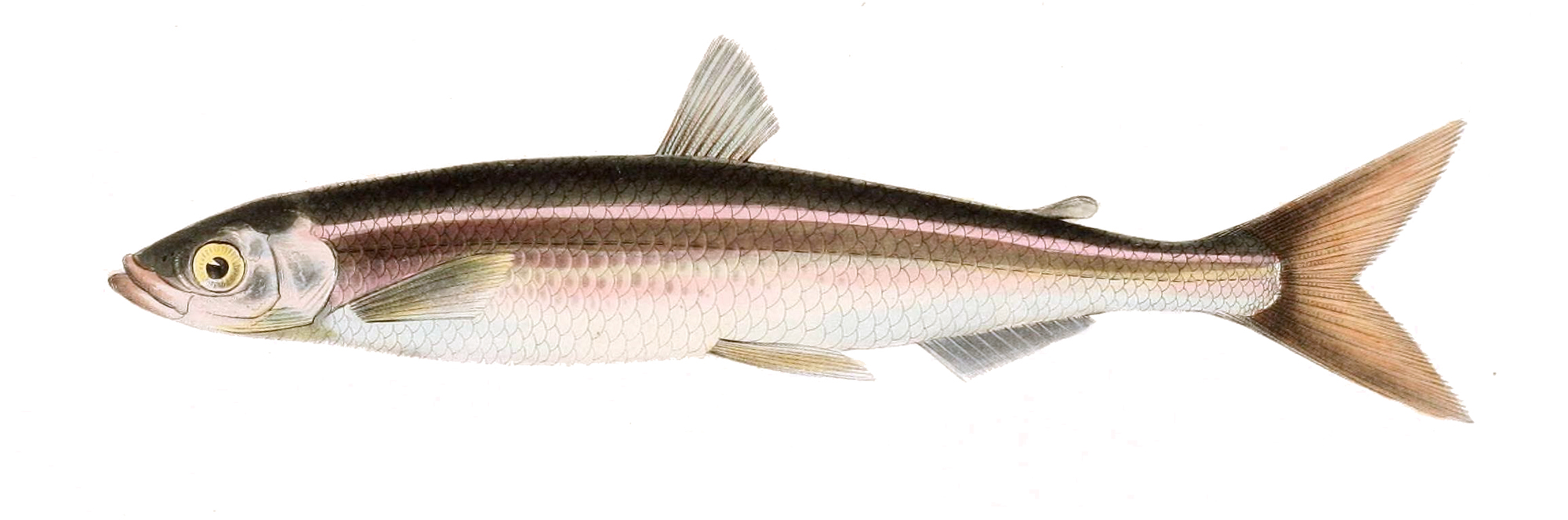
Hypomesus japonicus

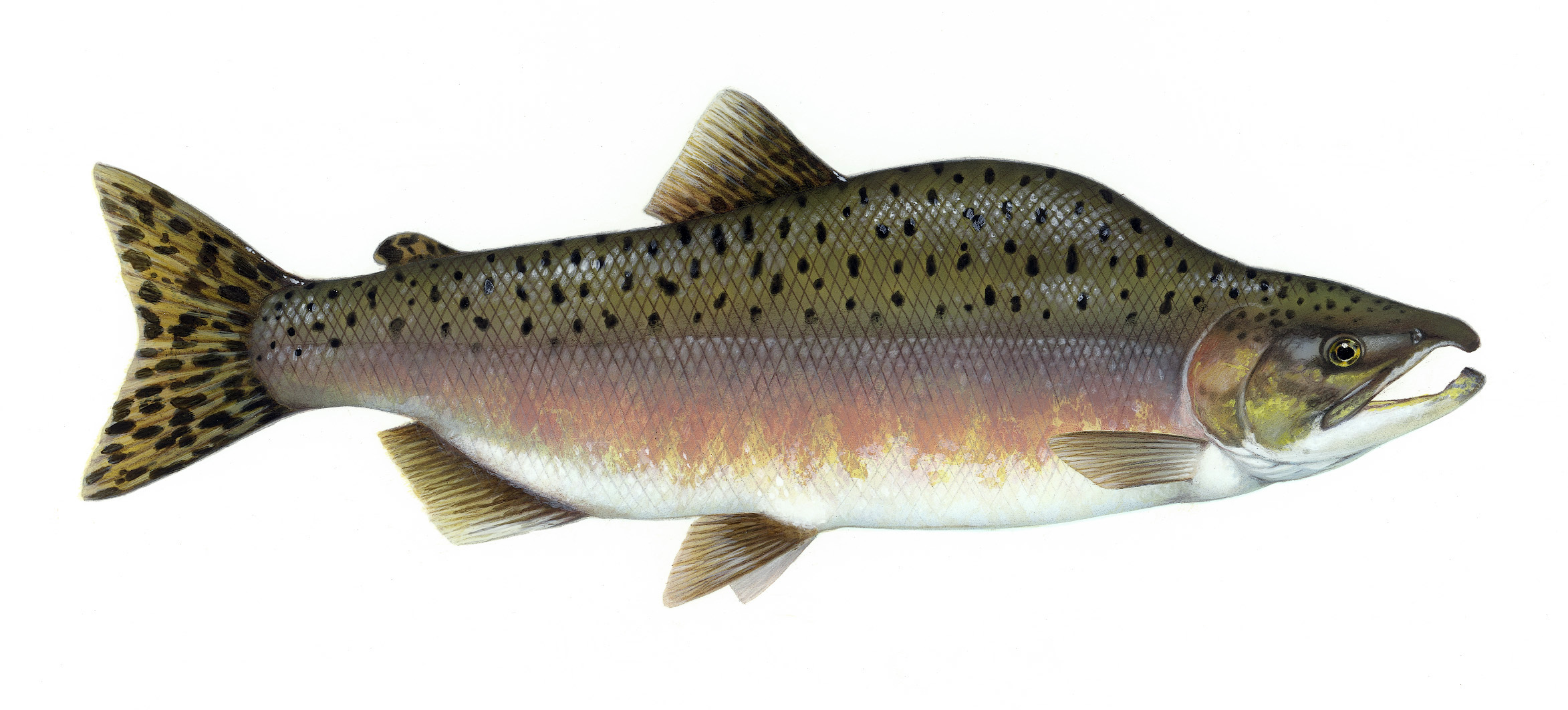
Salmó rosat del Pacífic (Oncorhynchus gorbuscha)

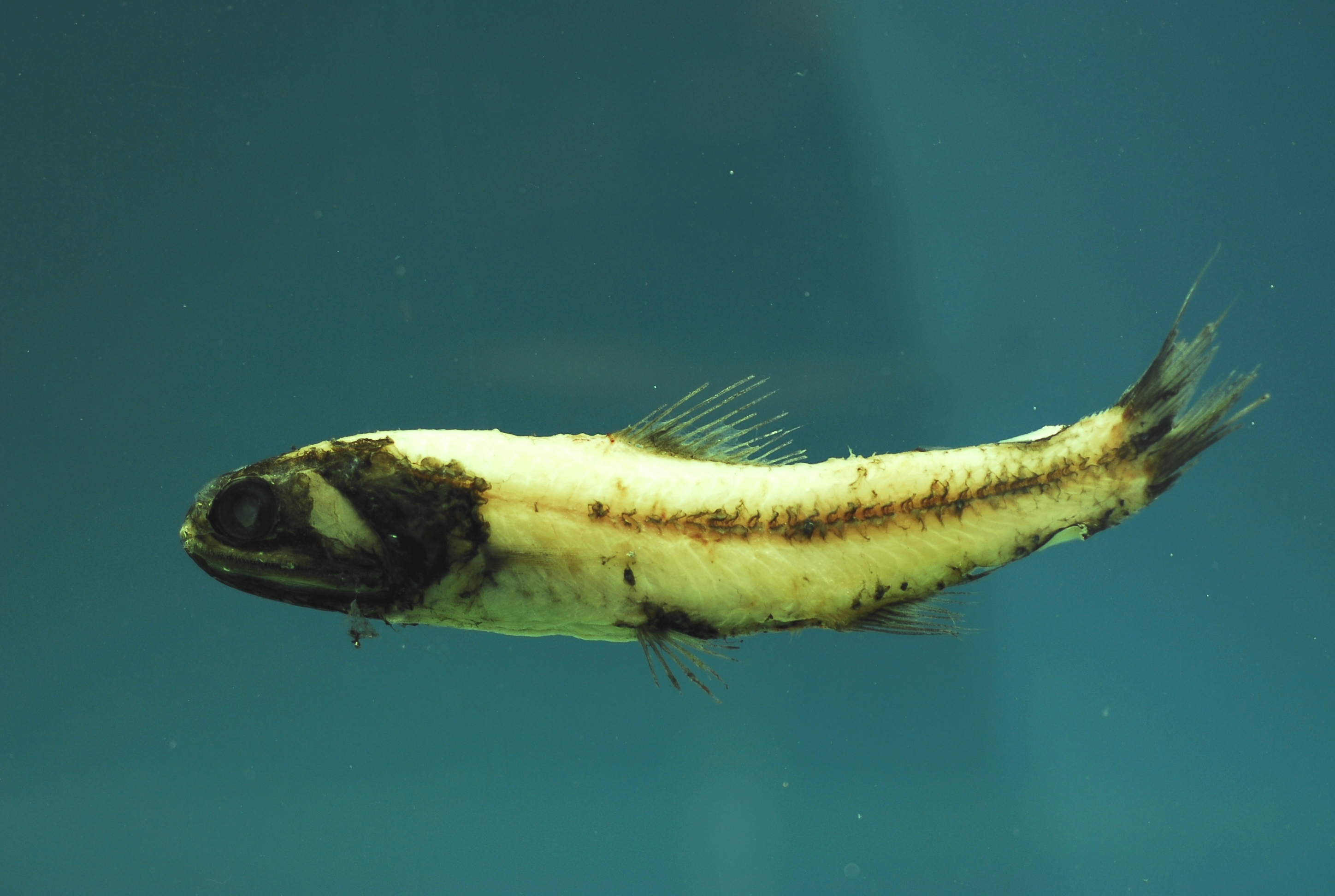
Lampadena luminosa

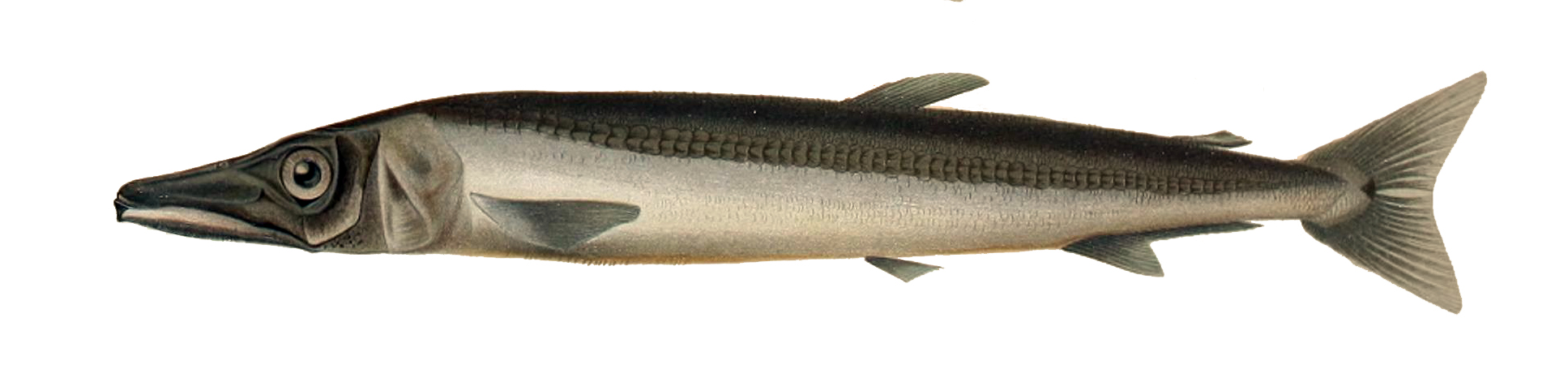
Magnisudis atlantica (il·lustració del 1911)

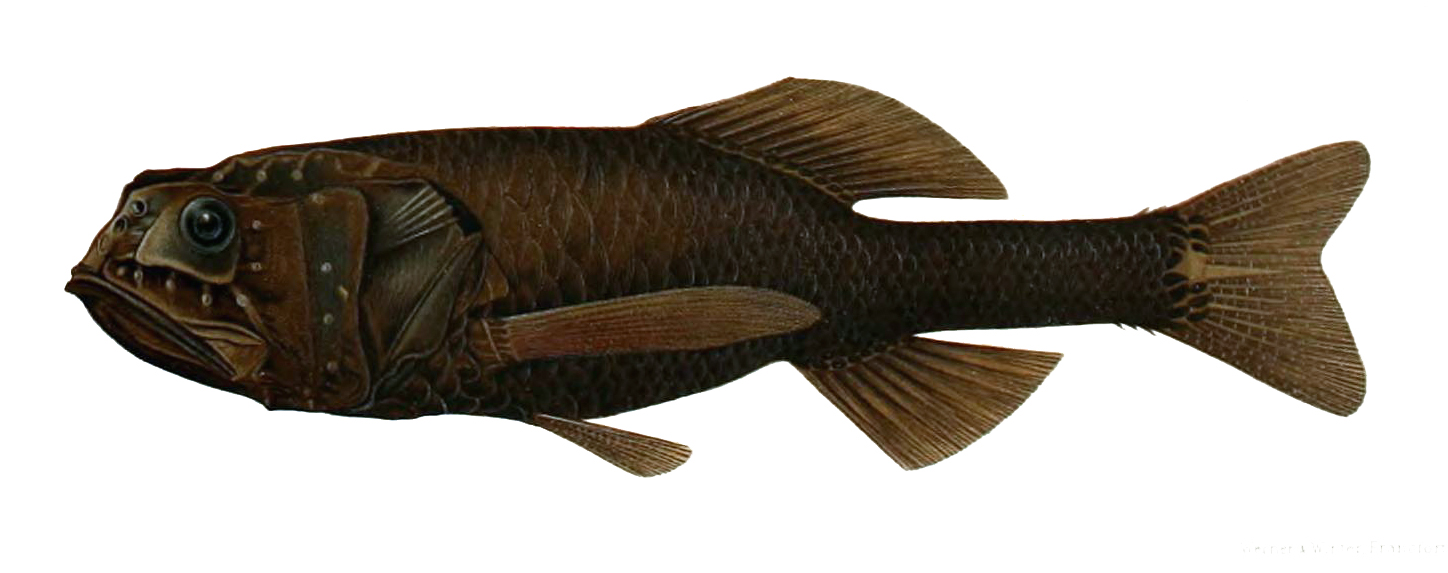
Scopeloberyx robustus (il·lustració del 1911)

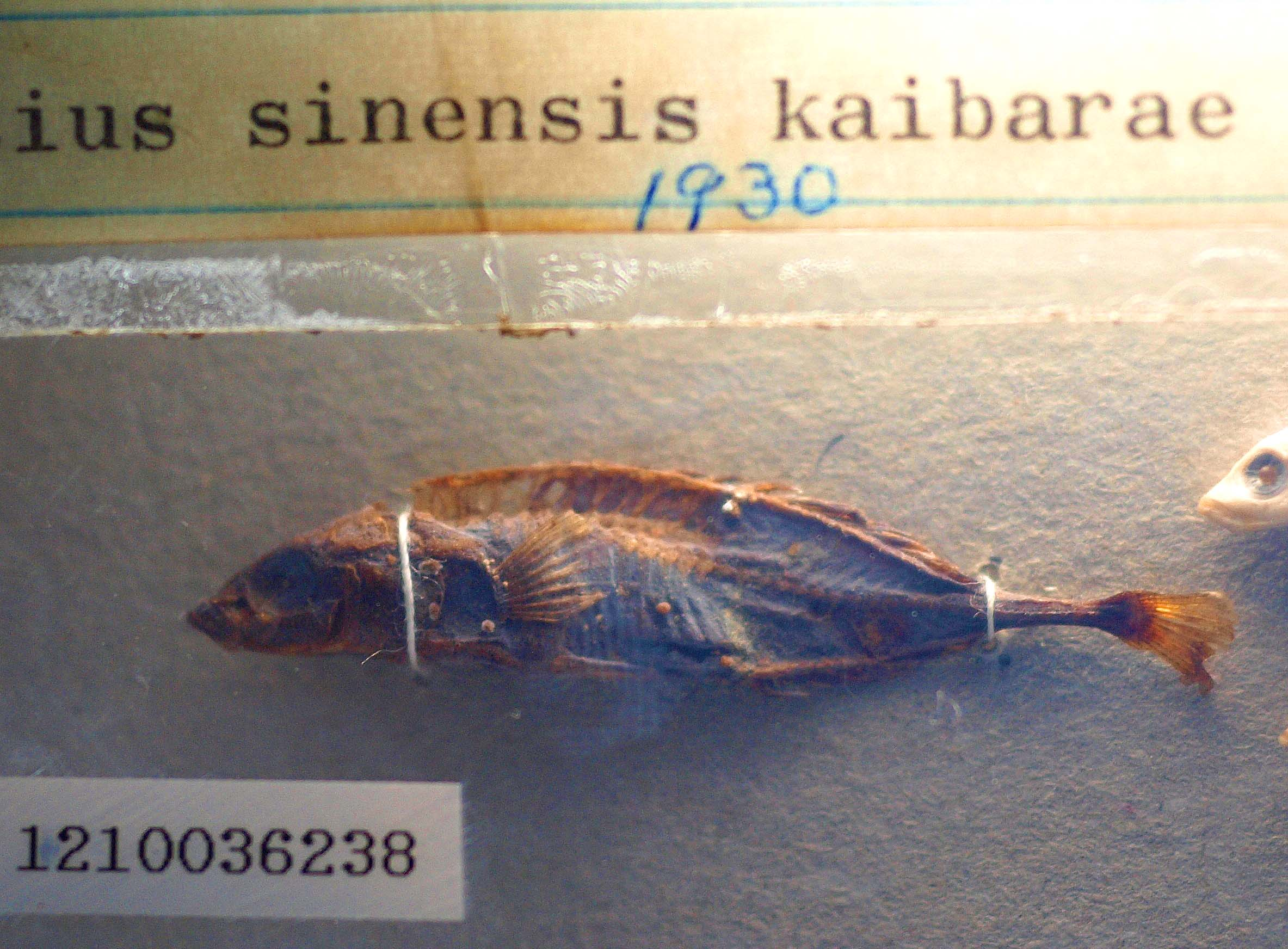
Pungitius sinensis

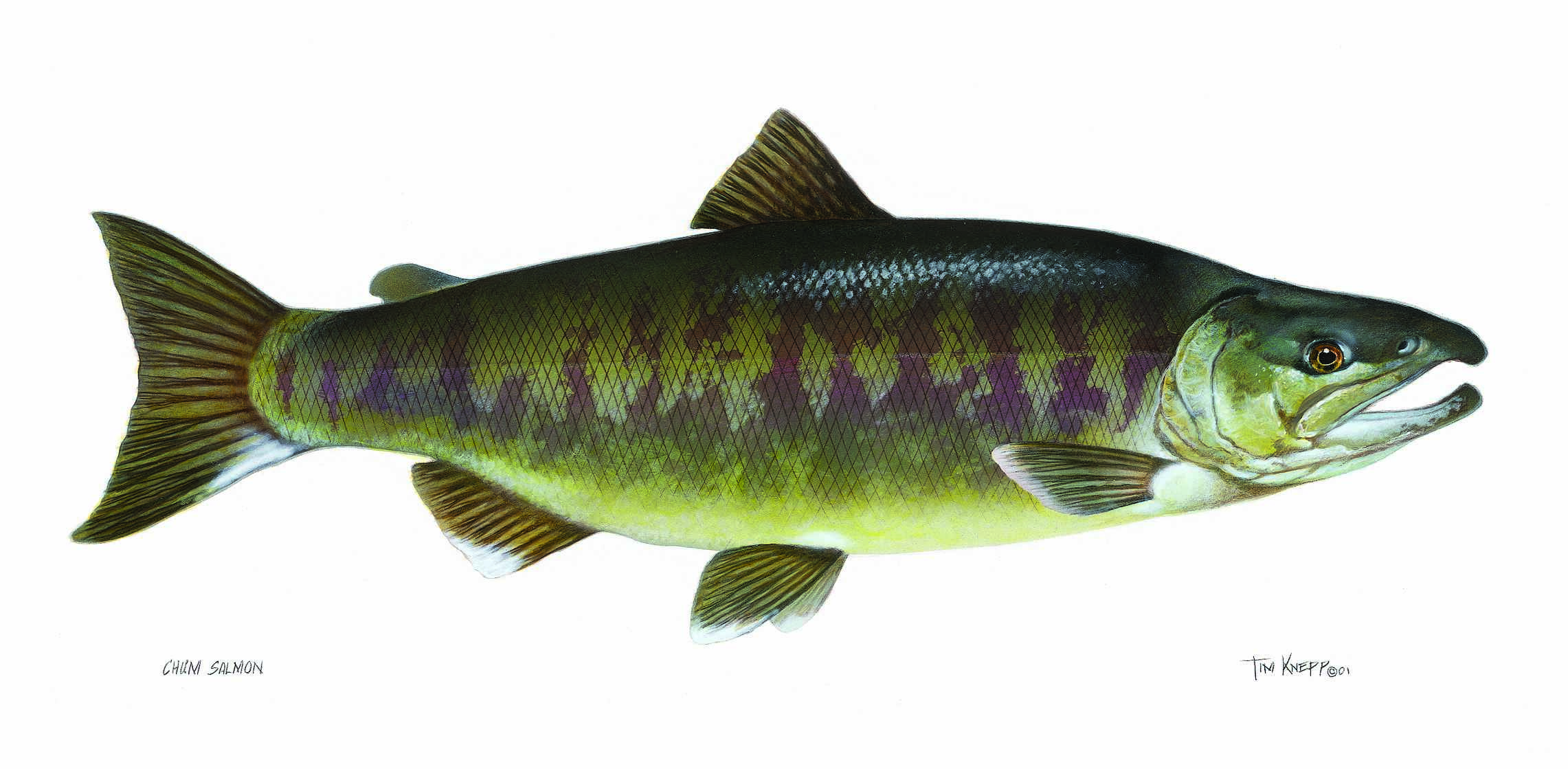
Salmó keta (Oncorhynchus keta)

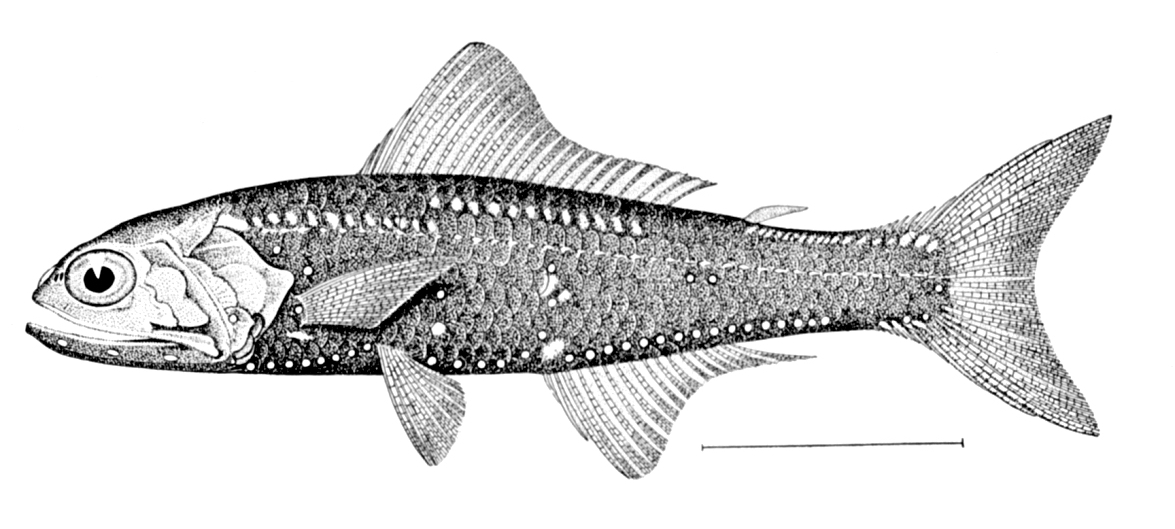
Notoscopelus resplendens

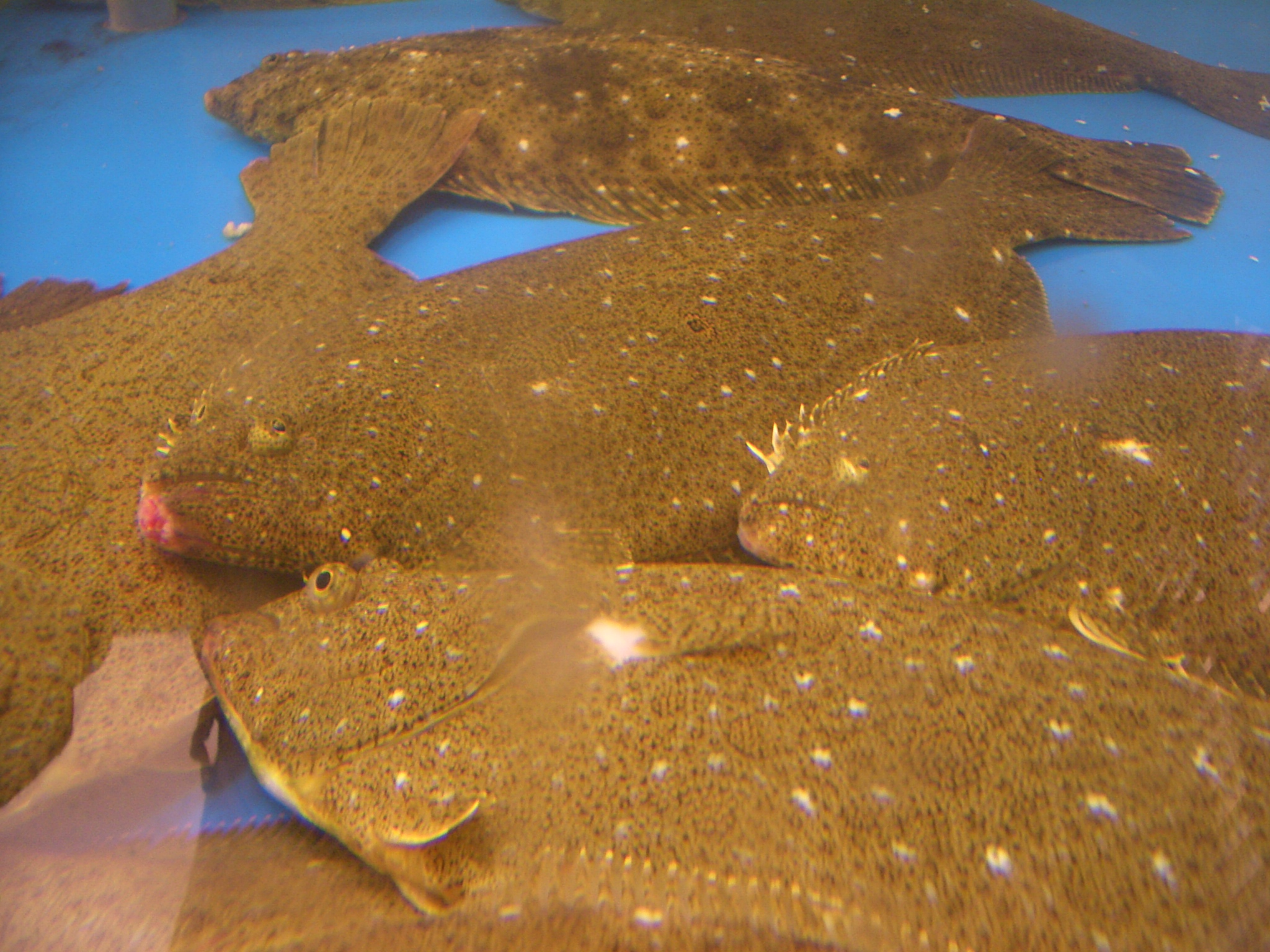
Paralichthys olivaceus

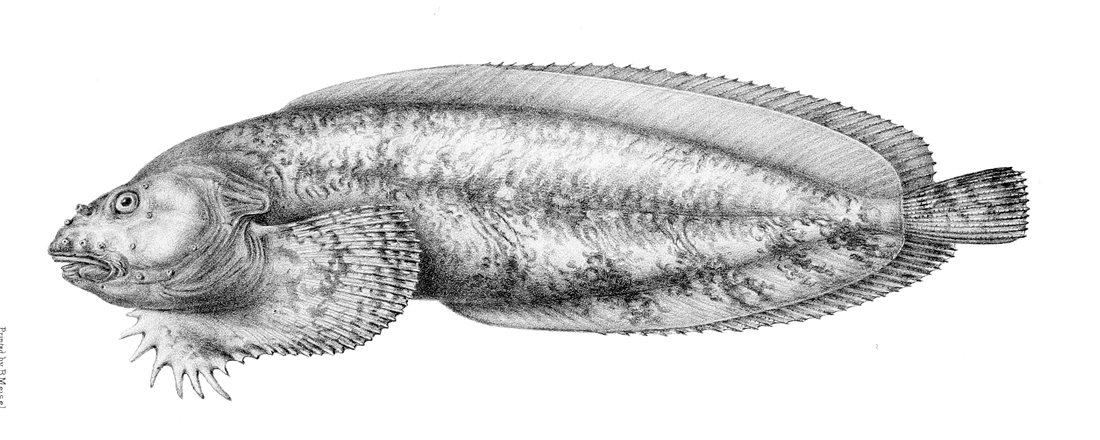
Liparis agassizii (il·lustració del 1892)

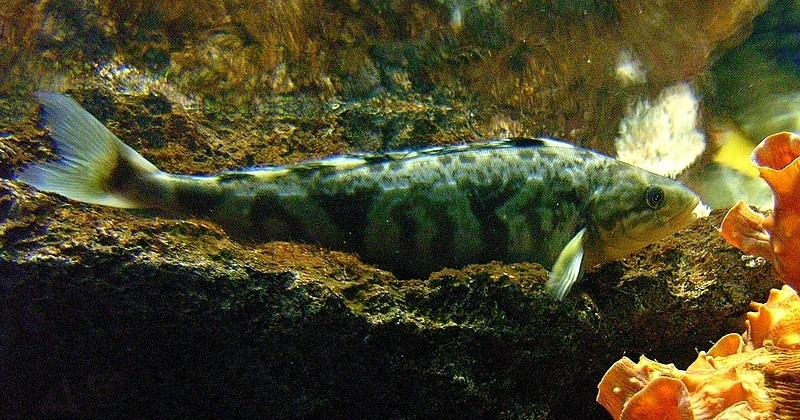
Pleurogrammus azonus

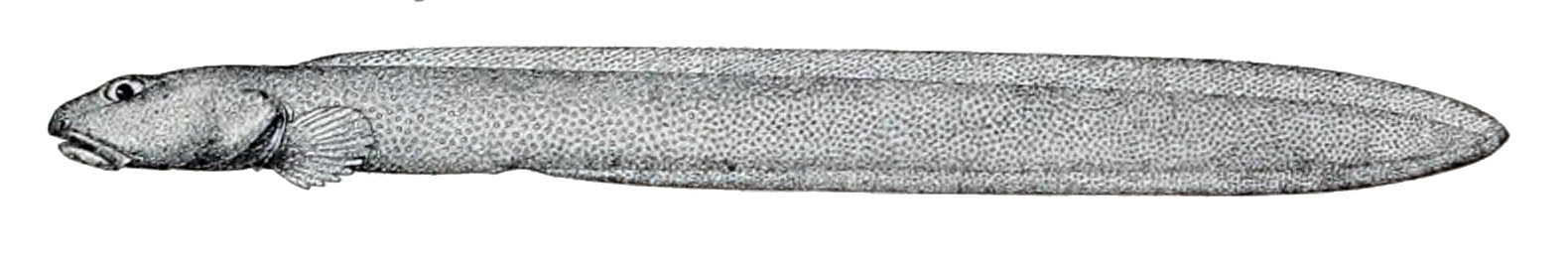
Lycenchelys camchatica (il·lustració del 1910)

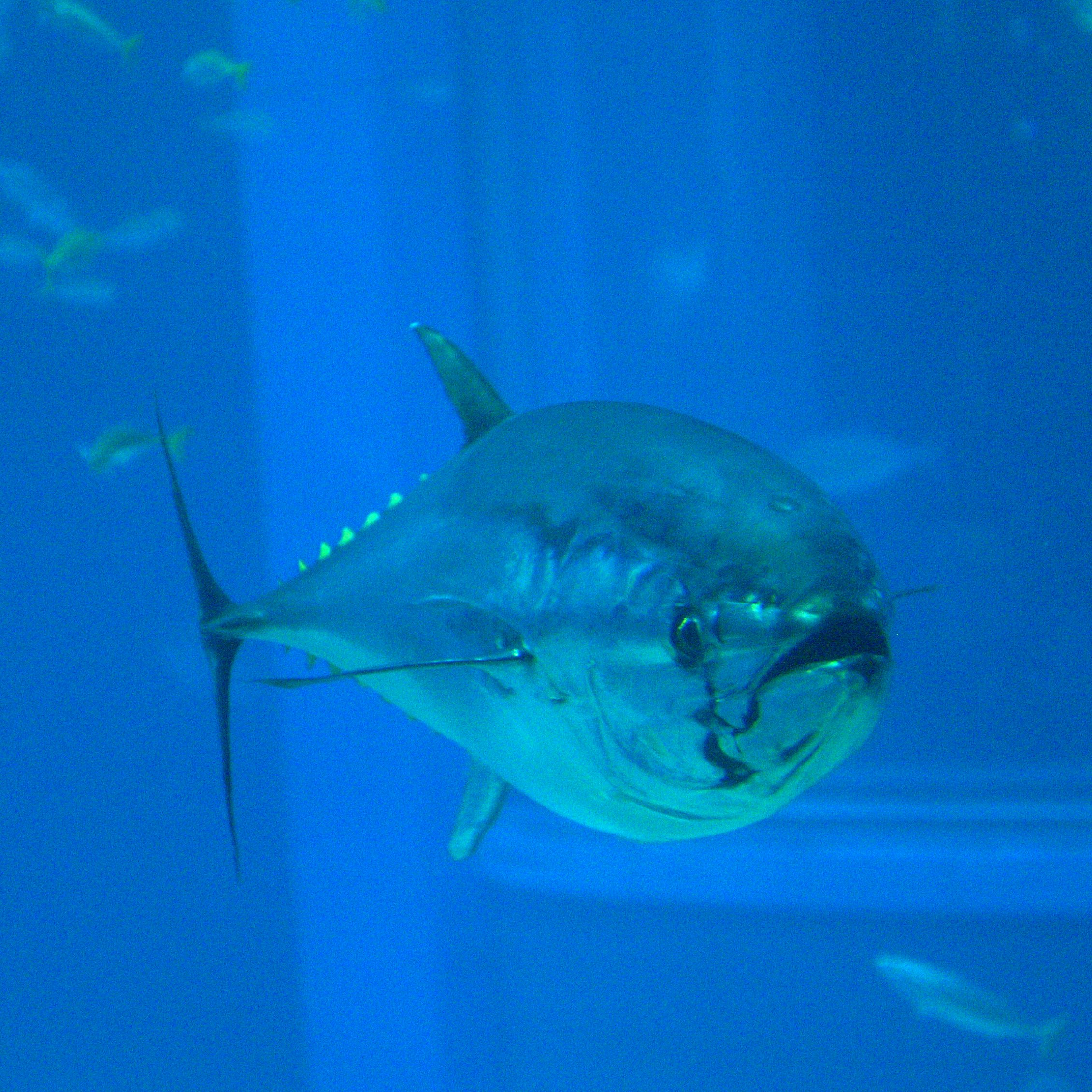
Thunnus orientalis

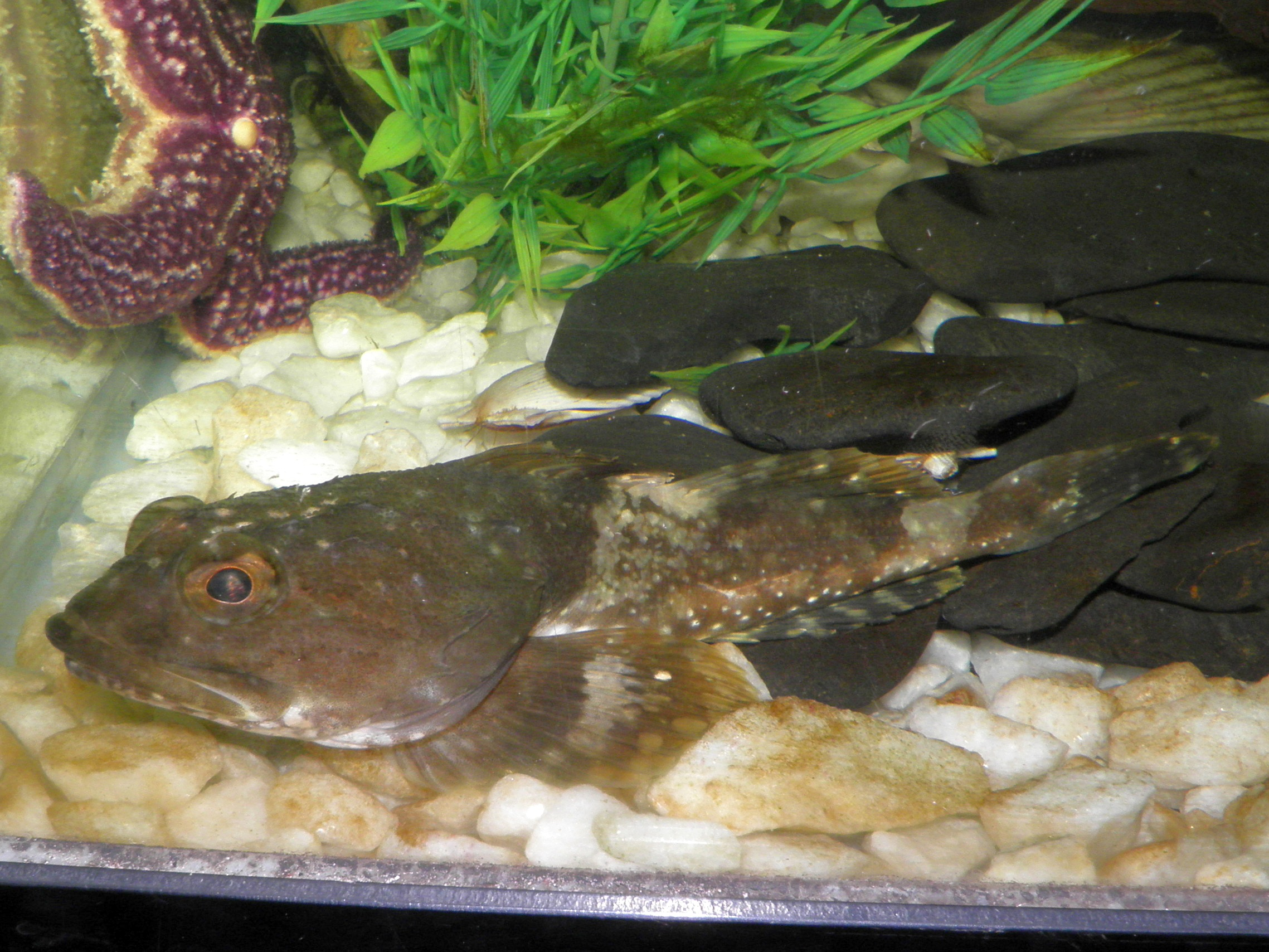
Argyrocottus zanderi

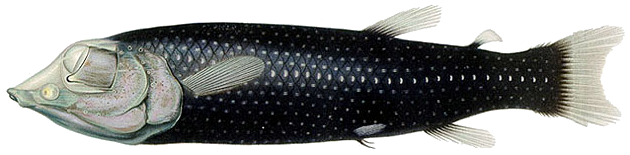
Winteria telescopa

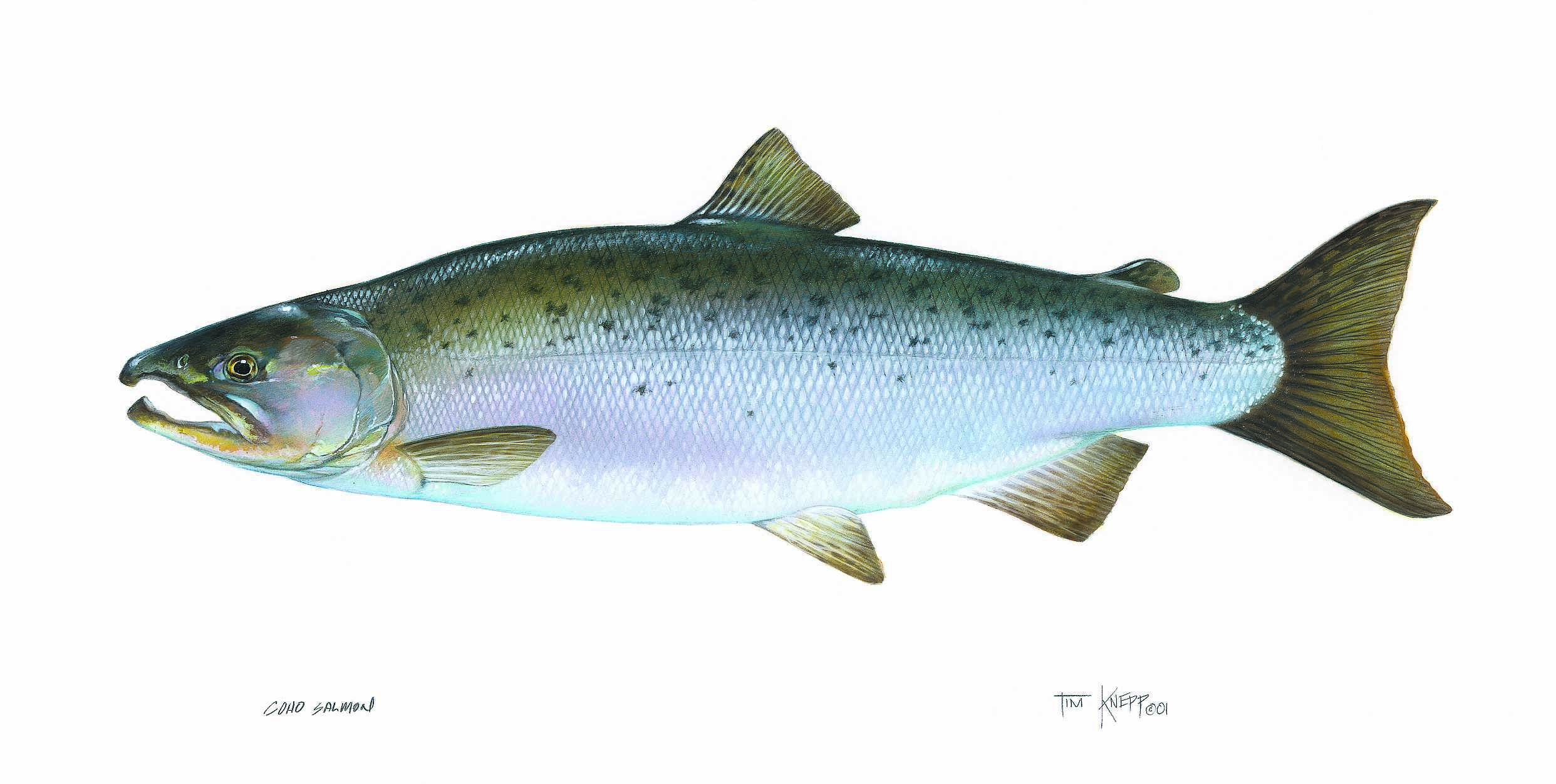
Salmó platejat (Oncorhynchus kisutch)

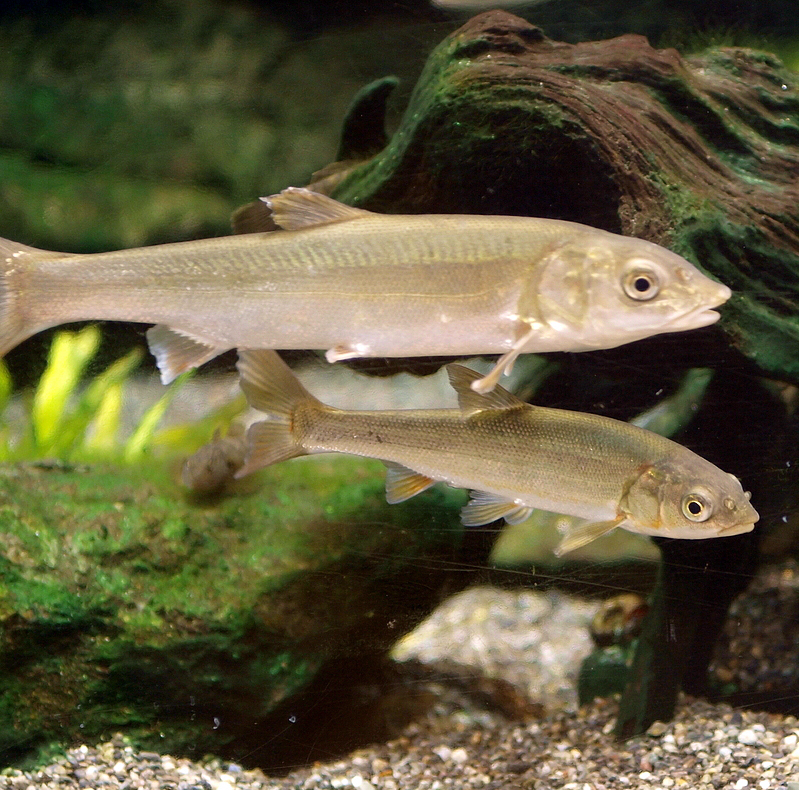
Tribolodon hakonensis

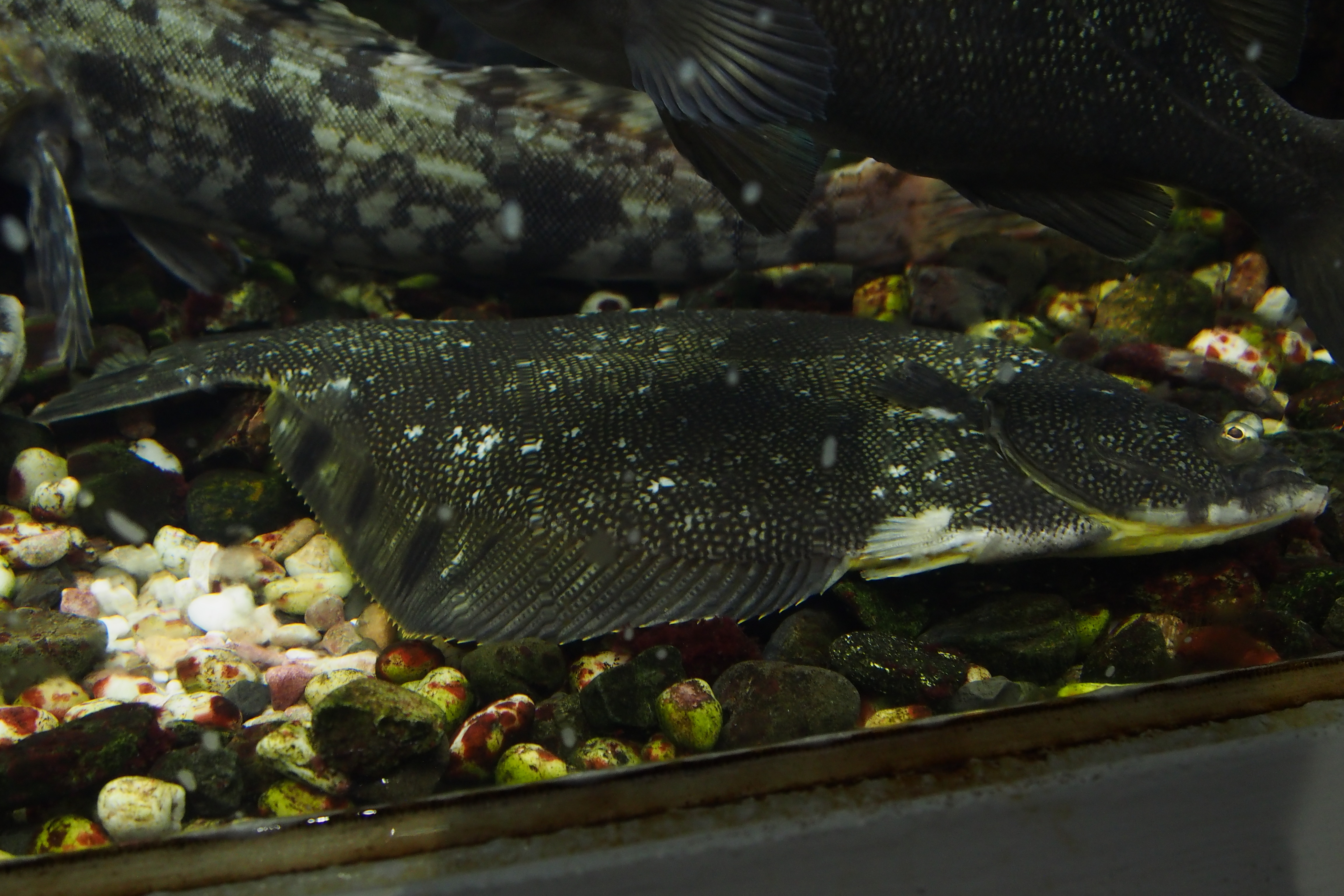
Verasper moseri

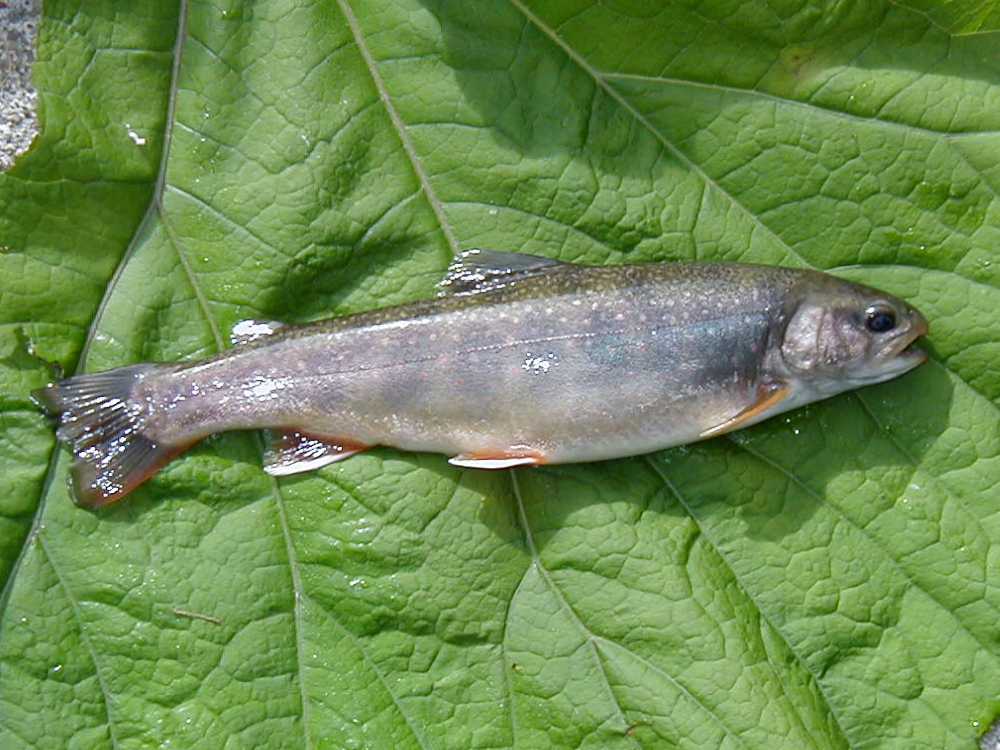
Salvelinus malma

Aquesta llista de peixos de les illes Kurils inclou 195 espècies de peixos que es poden trobar actualment a les illes Kurils ordenades per l'ordre alfabètic de llur nom científic.

## A
- Ahliesaurus brevis
- Alectrias benjamini
- Alectridium aurantiacum[1]
- Alepisaurus ferox
- Allocareproctus jordani
- Ammodytes hexapterus
- Andriashevicottus megacephalus
- Anoplagonus occidentalis
- Anotopterus nikparini[2]
- Aphanopus arigato
- Aptocyclus ventricosus
- Archistes biseriatus
- Archistes plumarius
- Arctozenus risso
- Argyrocottus zanderi
- Artediellus ingens
- Azygopterus corallinus

## B
- Bathymaster caeruleofasciatus
- Bathymaster derjugini
- Bathymaster leurolepis
- Bathyraja minispinosa
- Bathyraja smirnovi
- Bathyraja taranetzi
- Bathyraja trachura
- Benthalbella linguidens
- Benthodesmus tenuis
- Bertella idiomorpha
- Brachyopsis segaliensis
- Bryozoichthys lysimus[3]

## C
- Careproctus curilanus
- Careproctus pycnosoma
- Caristius macropus
- Chauliodus macouni
- Chauliodus sloani
- Chiasmodon niger
- Clidoderma asperrimum
- Cololabis saira
- Coryphaenoides acrolepis
- Cottus amblystomopsis
- Cottus hangiongensis
- Crystallias matsushimae
- Crystallichthys mirabilis
- Cyclopteropsis brashnikowi
- Cyclopteropsis popovi

## D
- Desmodema lorum
- Diaphus gigas
- Diaphus metopoclampus

## E
- Elassodiscus obscurus
- Elassodiscus tremebundus
- Electrona risso
- Eumicrotremus asperrimus
- Eumicrotremus barbatus
- Eumicrotremus fedorovi
- Eumicrotremus orbis
- Eumicrotremus pacificus
- Eumicrotremus taranetzi
- Eumicrotremus tartaricus

## G
- Gasterosteus aculeatus[4]
- Gilbertidia dolganovi
- Glyptocephalus stelleri
- Gymnelopsis brashnikovi
- Gymnelus soldatovi
- Gymnogobius breunigii
- Gymnogobius castaneus
- Gymnogobius mororanus
- Gymnogobius urotaenia

## H
- Hadropareia semisquamata[5]
- Hexagrammos lagocephalus
- Hippoglossoides dubius
- Hippoglossoides elassodon
- Howella parini
- Hydrolagus barbouri
- Hypomesus japonicus
- Hypomesus nipponensis
- Hypomesus olidus
- Hypsagonus quadricornis

## I
- Icelinus pietschi[6]
- Ichthyococcus elongatus

## K
- Kajikia audax
- Kareius bicoloratus
- Kasatkia memorabilis

## L
- Lampadena luminosa
- Lampadena urophaos
- Lampadena yaquinae
- Lampanyctus acanthurus
- Lampanyctus tenuiformis
- Lampris guttatus
- Lepidopsetta polyxystra[7]
- Leptostomias gladiator
- Lestidiops ringens
- Lestidiops sphyraenopsis
- Lethenteron camtschaticum
- Lethenteron kessleri
- Lethenteron reissneri
- Limanda proboscidea
- Limanda punctatissima
- Liopsetta pinnifasciata
- Liparis agassizii
- Liparis alboventer
- Liparis curilensis
- Liparis eos
- Liparis ochotensis
- Liparis tanakae
- Luciogobius guttatus
- Lumpenopsis pavlenkoi
- Lycenchelys albomaculata
- Lycenchelys camchatica
- Lycenchelys fedorovi
- Lycenchelys hippopotamus
- Lycenchelys makushok[8]
- Lycenchelys parini[9]
- Lycenchelys ratmanovi
- Lycenchelys squamosa
- Lycodes hubbsi

## M
- Magnisudis atlantica
- Melamphaes lugubris
- Melamphaes xestoachidus
- Microcottus matuaensis[10]
- Microcottus sellaris
- Microstomus achne
- Myoxocephalus brandtii

## N
- Nannobrachium regale
- Nansenia candida
- Nealotus tripes
- Notoscopelus resplendens

## O
- Oligocottus maculosus
- Oncorhynchus gorbuscha
- Oncorhynchus keta
- Oncorhynchus kisutch
- Oncorhynchus masou masou
- Oncorhynchus nerka
- Opisthocentrus zonope
- Osmerus dentex

## P
- Pallasina barbata
- Palmoliparis beckeri[11][12]
- Parahucho perryi
- Paralichthys olivaceus
- Paraliparis dactylosus
- Paraliparis entochloris
- Paraliparis grandis
- Paraliparis holomelas
- Paraliparis rosaceus
- Phasmatocottus ctenopterygius[13]
- Pholidapus dybowskii
- Pholis picta
- Platichthys stellatus
- Pleurogrammus azonus
- Podothecus accipenserinus
- Podothecus hamlini
- Polyipnus matsubarai
- Polypera simushirae
- Porocottus allisi
- Poromitra curilensis
- Prionace glauca
- Pseudonotoliparis rassi
- Pseudopleuronectes herzensteini
- Pseudopleuronectes schrenki
- Pteroplatytrygon violacea
- Ptilichthys goodei
- Pungitius pungitius
- Pungitius sinensis
- Pungitius tymensis
- Puzanovia virgata[14]

## R
- Rhinoliparis attenuatus
- Rhinoliparis barbulifer
- Rhinoraja longicauda

## S
- Salvelinus gritzenkoi[15]
- Salvelinus leucomaenis leucomaenis
- Salvelinus malma
- Scopeloberyx robustus[16]
- Scopelosaurus adleri
- Scopelosaurus harryi
- Sebastes aleutianus[17][18]
- Sebastes iracundus
- Sebastes minor
- Sebastes steindachneri
- Sebastolobus macrochir
- Sigmistes smithi
- Sigmops gracilis
- Sternoptyx diaphana
- Stichaeopsis epallax
- Stichaeus grigorjewi
- Stichaeus nozawae

## T
- Tactostoma macropus
- Temnocora candida
- Thunnus orientalis
- Trachipterus ishikawae
- Tribolodon brandtii
- Tribolodon hakonensis
- Tribolodon sachalinensis
- Tridentiger brevispinis
- Triglops forficatus

## V
- Verasper moseri

## W
- Winteria telescopa[19]

## Z
- Zaprora silenus[20]